# Акбіїк
Акбії́к (каз. Ақбиік) — село у складі Тюлькубаського району Туркестанської області Казахстану. Адміністративний центр Акбійцького сільського округу.
До 1993 року село називалось Куйбишево.
Населення — 1790 осіб (2021; 1707 у 2009, 1589 у 1999, 1496 у 1989).